# Franko: The Crazy Revenge
Franko: The Crazy Revenge est un jeu vidéo de type beat them all développé par World Software sorti en 1994 sur Amiga.

## Histoire
Alex et Franko, deux amis vivant à Szczecin, en Pologne, ont appris à vivre avec la violence et se sont spécialisés dans les arts martiaux. Un jour, une bande de voyous décide de s'en prendre à eux et Alex se fait tuer. Franko est donc bien décidé à venger la mort de son ami et part chercher le leader de la bande les ayant attaqué.

## Culture populaire
Ce jeu est passé dans "Les Beat Them Up" du Joueur du Grenier.